# 7293 Kazuyuki
A 7293 Kazuyuki (ideiglenes jelöléssel 1992 FH) a Naprendszer kisbolygóövében található aszteroida. Endate Kin,  Vatanabe Kazuró fedezte fel 1992. március 23-án.